# Радиотелецентр РТРС в Республике Саха (Якутия)
Радиотелевизионный передающий центр Республики Саха (Якутия) (филиал РТРС «РТПЦ Республики Саха (Якутия)») — подразделение Российской телевизионной и радиовещательной сети (РТРС), основной оператор цифрового эфирного теле- и 
радиовещания Республики Саха (Якутия), единственный исполнитель мероприятий по строительству цифровой эфирной телесети в Республики Саха (Якутия) в соответствии с федеральной целевой программой «Развитие телерадиовещания в Российской Федерации на 2009—2018 годы»
Филиал обеспечивает 95,7574 % населения Республики Саха (Якутия) 20-ю бесплатными цифровыми эфирными телеканалами: Первый канал, Россия-1, Матч ТВ, НТВ, Пятый канал, Россия К, Россия 24, Карусель (телеканал), Общественное телевидение России, ТВ Центр, Рен-ТВ, Спас, СТС, Домашний, ТВ-3, Пятница, Звезда, Мир, ТНТ, Муз-ТВ и радиостанциями «Радио России», «Маяк» и «Вести ФМ». До создания филиалом цифровой эфирной телесети жители большинства населенных пунктов, за исключением столицы республики и крупных городов, могли принимать не более 2-3 телеканалов. Таким образом, в 2009—2018 годах Якутский радиотелецентр РТРС увеличил возможности телесмотрения для жителей республики в среднем в 6-10 раз.
В соответствии с Указом Президента России от 03.08.2020 № 493 «О награждении государственными наградами Российской Федерации» с формулировкой «За большой вклад в реализацию проекта по переходу Российской Федерации на цифровой формат телевещания» награждены: главному инженеру филиала РТРС «РТПЦ Республики Саха (Якутия)» Юрию Горчакову присвоено звание «Заслуженный работник связи и информации РФ», заместитель главного инженера филиала РТРС «РТПЦ Республики Саха (Якутия)» Виктор Паршин и ведущий инженер АПГ Цеха Нерюнгри Алексей Угаров удостоены медалями Ордена «За заслуги перед Отечеством» II степени

## История

### 1930 — 1950-е годы: начало радиовещания и строительство телецентра
7 ноября 1930 года считается датой начала якутского радиовещания. В тот день в эфире на якутском и русском языках прозвучали слова: «Говорит Якутск». Это была первая передача с участием видных государственных деятелей Якутии. Для организации более широкого охвата вещанием населения региона было дано задание установить, помимо Якутска, не менее 15 громкоговорителей в сёлах Намцы, Покровск, Октемцы, Табага.
В 1959 году в Якутске началось строительство телецентра.
Всё время от начала строительства телецентра вплоть до первого эфира связисты во главе с Ефимом Федоровичем Дроздовым упорно готовились к запуску сложного технологического комплекса. Остро стояли проблемы материального обеспечения стройки. Сегодня связисты и телевизионщики добрым словом вспоминают инженеров и техников, чьими умелыми руками было налажено телепроизводство. Вот их имена: Николай Никонович Климовский, Фауза Ахметовна Бунина, Любовь Семеновна Поскачина, Вера Михайловна Андреева, Иннокентий Степанович Моргунов, Лев Александрович Пнёв и многие другие. К сожалению, многих сегодня уже нет в живых, но их самоотверженный труд не забыт.

### 1960 — 1980-е годы: становление аналогового телевещания
20 июля 1963 года в эфир вышла первая пробная телепрограмма. Ведущими стали дикторы Людмила Олешко и Егор Дьячковский. Передача состояла из трёх сюжетов московских теленовостей, одного фотоочерка и кинофильма.
8 октября 1963 года вышла в эфир первая регулярная программа на якутском телевидении. Этот день является датой официального открытия Якутской студии телевидения и отмечается как День якутского телевидения.
В конце 1968 года по указанию Министерства связи СССР комиссией во главе начальника Производственно-технического управления связи (ПТУС) Николаева Николая Васильевича телецентр был передан Комитету радиовещания и телевидения Совета Министров ЯАССР. За ПТУС был оставлен УКВ-цех передатчиков, телебашня и трансформаторная подстанция.
В мае 1969 года ПТУС создал Якутский республиканский радиотелевизионный передающий центр (ЯРРТПЦ).
В 1971-73 годах построены станции «Орбита» с телевизионными ретрансляторами в пп. Усть-Нера, Тикси, в 1974 году в г. Алдан и пп. Хандыга, Черский, в 1975-76 годах в пп. Сангар, Батагай и Зырянка. Все они стали принимать центральную программу телевидения.
В октябре 1982 года закончен монтаж 241-метровой телевизионной башни в Якутске. Она позволила не только увеличить радиус приёма телесигнала и повысить его качество, но и дала возможность для дальнейшего развития радиовещания в диапазонах УКВ и FM.

### 2000 — 2010-е годы: модернизация инфраструктуры
Приказом генерального директора РТРС от 7 мая 2003 года был создан филиал РТРС «Радиотелевизионный передающий центр Республики Саха (Якутия)». Филиал был сформирован на базе технического комплекса телевещания, принятого от ОАО «Ростелеком», и первоначально размещался на 34 объектах.
В 2005–2006 годах для сокращения эксплуатационных затрат, оптимизации и модернизации технологического комплекса в Республике Саха (Якутия) РТРС построил новые объекты в обслуживаемых населённых пунктах. Филиал заменил передающее оборудование (телевизионные передатчики и антенно-фидерные устройства) и установил цифровые приёмные спутниковые станции (ЦПСС) (вместо подачи по РРЛ ОАО «Ростелеком»). После проведённой оптимизации телесети в Республике Саха действовали 29 ретрансляционных телевизионных станций РТРС и 53 передатчика для трансляции телеканалов «Первый канал» и «Россия».
В 2011 году по решению 4-го Арбитражного суда в хозяйственное ведение РТРС был передан ряд недвижимого имущества и телевизионных и радиовещательных передающих средств в 21-м населённом пункте. В ведение филиала перешли цеха в городах Нерюнгри, Алдан (п. Лебединый), Мирный, Айхал, цех проводного радиовещания в городе Якутске, а также Радиостанция № 1 в посёлке Тулагино города Якутска.
2010-е годы: переход на цифровое эфирное телевидение
30 мая 2011 года генеральный директор РТРС Андрей Романченко и председатель правительства Республики Саха (Якутия) Галина Данчикова подписали соглашение о сотрудничестве в области развития телевидения и радиовещания в Республике Саха (Якутия). 
В 2011—2018 годы РТРС создал в Республике Саха (Якутия) сеть цифрового эфирного телерадиовещания. Строительство цифровой телесети в регионе предусматривалось федеральной целевой программой «Развитие телерадиовещания в Российской Федерации на 2009-2018 годы». Все 211 передающих станций телесети возводились с нуля. 
В ноябре 2011 года РТРС начал тестовую трансляцию 10 телеканалов первого мультиплекса с новых станций в Сунтаре, Нерюнгри, Лебедином и Тикси. 
В декабре 2012 года РТРС открыл в Якутске центр консультационной поддержки зрителей цифрового эфирного телевидения.
В октябре 2014 года РТРС начал тестовую трансляцию первого мультиплекса в селах Покровск и Мохсоголлох Хангаласского района.
12 сентября 2015 года РТРС начал трансляцию первого мультиплекса в Якутске. 24 февраля 2016 года в Якутске началась трансляция второго мультиплекса. 
20 декабря 2017 года в Якутске состоялась торжественная церемония ввода цифровой телесети в эксплуатацию. Символическую кнопку запуска нажали глава Республики Саха (Якутия) Егор Борисов, заместитель министра связи и массовых коммуникаций Российской Федерации Алексей Волин и первый заместитель генерального директора РТРС по капитальному строительству и контролю за реализацией государственных программ Олег Адамов.
15 марта 2018 года к 55-летию якутского телевидения была торжественно запущена архитектурно-художественная подсветка якутской телебашни.
4 августа 2018 года РТРС начал включение программ ГТРК «Саха» в каналы первого мультиплекса «Россия 1» и «Россия 24». В церемонии запуска приняли участие министр цифрового развития, связи и массовых коммуникаций Российской Федерации Константин Носков, врио главы Республики Саха (Якутия) Айсен Николаев и первый заместитель генерального директора РТРС Олег Адамов.
Осенью 2018 года в республике начали работу все передатчики второго мультиплекса. Цифровой телесигнал стал доступен для 95% населения региона (более 917 тысяч человек). 
3 июня 2019 года в регионе прекратилось аналоговое вещание федеральных телеканалов. Республика Саха (Якутия) полностью перешла на цифровое телевидение. 
29 ноября 2019 года РТРС начал цифровую трансляцию программ телеканала «Якутия 24» в сетке телеканала ОТР.
В ноябре 2019 года РТРС приобрел трехэтажное офисное здание в центре города Якутска. По окончании ремонтных работ, в феврале 2021 года филиал РТРС осуществил переезд административно-управленческих и производственных подразделений с четырёх арендуемых помещений в новое офисное здание.
18 декабря 2019 года Глава Якутии Айсен Николаев провел встречу с полномочным представителем генерального директора РТРС в Сибирском федеральном округе Владимиром Кальченко. На встрече обсуждались вопросы сохранения в республике мощного аналогового вещания в диапазонах средних, коротких и длинных волн.
13 августа 2020 года РТРС начал трансляцию радиостанции «Россия» в поселке Хандыга.
С марта по апрель 2022 года РТРС ввёл в эксплуатацию построенные сборные быстровозводимые сооружения для размещения оборудования и персонала в городах Вилюйск, Ленск и поселке Амга.
14 мая 2022 года состоялось открытие нового модульного здания объекта телерадиовещания Цеха Якутск – телецентра, общей площадью 540 квадратных метров. В открытии принял участие министр инноваций, цифрового развития и инфокоммуникационных технологий РС(Я) Анатолий Семёнов.
24 ноября 2023 года филиал РТРС «РТПЦ Республики Саха (Якутия)» стал признан лучшим социальным партнёром среди производственных организаций в Якутии.
В ноябре 2023 года РТРС построил сборное быстровозводимое сооружение для подразделения в селе Ытык-Кюёль.
В июне 2024 года РТРС построил на территории телевышки в городе Якутске сборное быстровозводимое сооружение с техническими помещениями для размещения спутниковых антенн.

## Организация вещания
РТРС транслирует в Республике Саха (Якутия):
- 20 телеканалов и 3 радиоканала в цифровом формате;
- 11 радиоканалов в аналоговом формате;
- 20 радиоканалов в FМ стандарте;

Инфраструктура эфирного телерадиовещания филиала РТРС в Республике Саха (Якутия) включает:
- республиканский радиотелецентр;
- четыре производственных подразделения;
- центр формирования мультиплексов;
- 211 передающих станций цифрового эфирного наземного вещания;
- 216 антенно-мачтовых сооружений (АМС);
- 212 приемных земных спутниковых станций;
- две радиорелейных станций;
- сеть проводного радиовещания программ «Маяк» и «Радио России» в г. Якутск;
- 211 цифровых телевизионных передатчиков;
- 20 радиовещательных передатчиков;
- 3 точки присоединения операторов кабельного телевидения: Якутск, Мирный и Удачный;
- 211 устройств замещения регионального контента (реплейсеров);
- 7 устройств вставки локального контента (сплайсеров).
- В филиале на территории Республики Саха (Якутия) работают 11 аварийно-профилактических группы.[1]